# Ромеско
Роме́ско (ісп. romesco) — соус на основі томатів, батьківщина якого - каталонська провінція Таррагона (Іспанія). Прийнято вважати, що вперше соус стали робити місцеві рибалки, вживаючи його до риби та морепродуктів. Ромеско також підходить і до багатьох інших страв — від м'ясних до овочевих, аж до запечених часточок картоплі й варених яєць (і навіть гамбургерів ). Може використовуватися в якості як звичайного соусу, так і як діпа.
Ромеско іноді плутають з соусами типу сальси на основі поширеного в Таррагоні сорту зеленої цибулі.

## Промислове виготовлення
Традиційно ромеско готується в домашніх умовах. Проте, в Іспанії соус виготовляється і промисловим чином, його можна купити в супермаркетах — правда, як стверджують, смак його далекий від традиційного. Ромеско також зустрічається на міжнародних онлайн-майданчиках. У великих українських торгових мережах відсутній.

## Компоненти і приготування
Основа ромеско — томати й часник. До складу соусу також входять цибуля, мигдаль (і/або інші горіхи), солодкі й гострі перці (популярно використання консервованих запечених солодких перців), оливкова або соняшникова олія, а також червоний винний оцет. Для більш густої текстури в соус рекомендується додавати м'якуш білого хліба (втім, в цьому випадку зменшується термін зберігання). Іноді додаються також листя фенхелю або м'яти.
Помідори, часник та солодкі перці смажаться або запікаються (в духовці або на грилі), після чого з них знімається шкірка (у перців також видаляються насіння, якщо воно не було видалене раніше). Горіхи обсмажуються і часто відразу чистяться і подрібнюються. На заключній стадії приготування всі компоненти, включаючи попередньо замочений  білий хліб в наш час піддаються спільному блендуванню.